# 毛脉卫矛
毛脉卫矛（学名：Euonymus alatus var. pubescens）为卫矛科卫矛属下的一个变种。